# Verderio Superiore
Verderio Superiore – miejscowość i gmina we Włoszech, w regionie Lombardia, w prowincji Lecco.
Według danych na rok 2004 gminę zamieszkiwało 2590 osób, 1295 os./km².